# قائمة زملاء الجمعية الملكية المنتخبين في 2005
هذه الصفحة تعرض قائمة زملاء الجمعية الملكية المُنتخبين لعام 2005.None

## الزملاء
- Andrew Blake (computer scientist) [الإنجليزية]‏
- John Croxall [الإنجليزية]‏
- جون غراهام وايت [الإنجليزية]‏
- Stephen Busby [الإنجليزية]‏
- جوليان داونورد [الإنجليزية]‏
- Tom McKillop [الإنجليزية]‏
- John Richard Anthony Pearson [الإنجليزية]‏
- Goverdhan Mehta [الإنجليزية]‏
- David Spiegelhalter [الإنجليزية]‏
- فيليب باور [الإنجليزية]‏
- لوقا كارديلي
- Deborah Charlesworth [الإنجليزية]‏
- David Gadsby [الإنجليزية]‏
- John Collinge [الإنجليزية]‏
- هاري برايدن
- ريتشارد إس. وارد
- دوغلاس روس
- Tom Curran (medical researcher) [الإنجليزية]‏
- James Barber (biochemist) [الإنجليزية]‏
- Uta Frith [الإنجليزية]‏
- دوغلاس هيغز
- بول كوركم
- David Masser [الإنجليزية]‏

## الأعضاء الأجانب
- راؤول بوت
- هارتموت ميشيل